# Elementární vlákno
Elementární vlákno (angl.: elementary fibre, něm.: Elementarfaser) je malé, dále nedělitelné vlákno. Skládáním elementárních vláken vzniká vlákno. U elementárního vlákna se sledují parametry jako délka, tloušťka, barva, vlastnosti trhu a tahu .

Schéma struktury lýkových vláken

## Elementární vlákno v textilních surovinách
- Výraz se používá zejména u lýkových vláken, kde se při zpracování nabobtnáním a změkčením tzv. technických vláken izolují jednotlivá elementární vlákna.[2] Jak naznačuje nákres vpravo nahoře, sestávají elementární vlákna z mikrofibril.
- Jako elementární vlákna se někdy označují také jednotlivé filamenty (zvané také kapiláry nebo fibrily) u umělých textilních vláken [3] a u přírodního hedvábí [4].

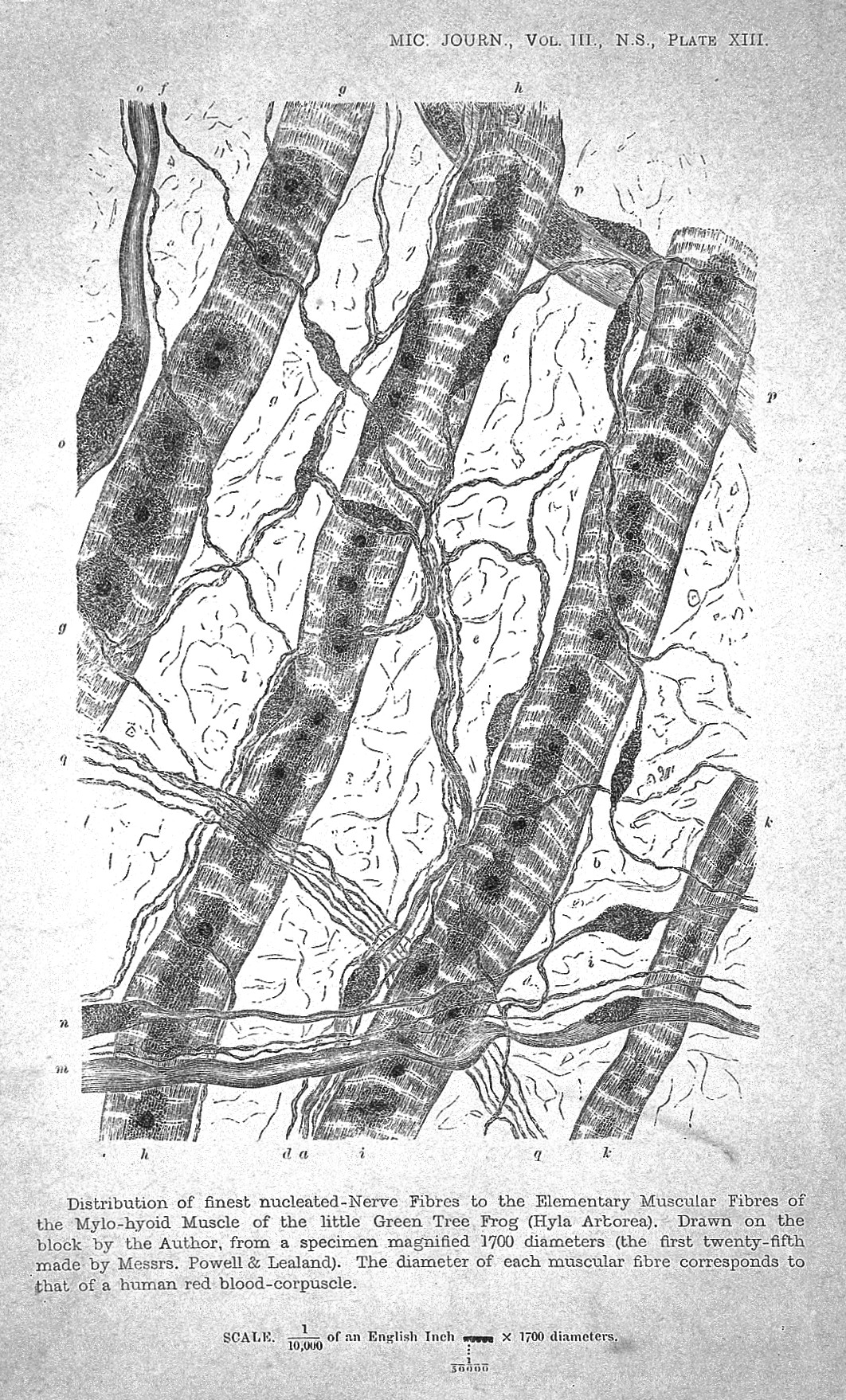
Mikroskopický snímek svalových elementárních vláken

- Výraz elementární vlákno je také běžný např. v medicíně [5] (viz také mikroskop. snímek)